# 城市文学
城市文学是指以城市生活和城市居民为主要表现对象的文学，主要出现在10到11世纪之间，以不断扩大的城市阶层为阶级基础。具有講唱文學，滑稽剧，幽默剧，动物故事等生动活泼的形式，与骑士文学一起，共同丰富了中世纪文学，为人文主义文学的到来打下了基础。
- 城市文学之崛起：社会和文学背景 （页面存档备份，存于）
- 城市文学: 无法现身的"他者"
- 论中国式的城市文学的生成  （页面存档备份，存于）